# Calymmaria californica
Espèce
Synonymes
- Tegenaria californica Banks, 1896

Calymmaria californica est une espèce d'araignées aranéomorphes de la famille des Cybaeidae.

## Distribution
Cette espèce est endémique de Californie aux États-Unis,. Elle se rencontre dans les chaînes côtières californiennes et la Sierra Nevada.

## Description
Les femelles mesurent de 4,19 à 5,33 mm et les mâles de 4,00 à 4,86 mm.

## Étymologie
Son nom d'espèce lui a été donné en référence au lieu de sa découverte, la Californie.

## Publication originale
- Banks, 1896 : New Californian spiders. Journal of The New York Entomological Society, vol. 4, p. 88-91 (texte intégral).